# Oxygymnocypris stewartii
Oxygymnocypris stewartii är en fiskart som först beskrevs av Lloyd, 1908.  Oxygymnocypris stewartii ingår i släktet Oxygymnocypris och familjen karpfiskar. IUCN kategoriserar arten globalt som nära hotad. Inga underarter finns listade i Catalogue of Life.